# 民衆党 (韓国 1990-1992)
民衆党（みんしゅうとう）は、第六共和国時の韓国における革新政党である。

## 概要
労働者・農民・都市住民・中小商人・自営業者や在野の民主化運動家の人たちが中心となって民衆自身の政治勢力化を図り、「民衆のための政治の具現」「民衆の利益の実現」「韓国での政党的な歴史変革追求」を目的に、1990年11月10日（法的登録日は同年11月19日）に発足した。民衆党は自らの立場を既存の政党とはっきり区別するためにスローガンに「民衆政党」を掲げ、制度政治圏への進出を試みた。こうして、それまでは議論の段階に留まっていた合法政党としての民衆政党を結成するための活動が以下の日程で具体的に進められた。
- 1989年10月4日、「新政党のための臨時連絡事務所」設置
- 1989年11月10日、「進歩的大衆政党建設のための準備会」
- 1990年4月13日、「民衆の政党建設のための民主連合推進委員会」
- 1990年6月21日、「民衆政党結成準備委員会」

が順次結成され、民衆党創党に至った。
創党翌年の1991年6月20日に実施された広域自治体議会議員選挙で民衆党は42名の候補者を擁立したが、当選者は1名のみに留まった。1992年3月の第14代総選挙では51名の候補者を擁立するも、出馬した選挙区の平均得票率は6．5%に留まり、当選者を出すことは出来なかった。また同年12月に行なわれた第14代大統領選挙では白基琓（ペク・キワン）を在野勢力の一部とともに支援したが、1%程度の支持を得るのに留まった。既存の政治勢力が幅を利かせている制度政治圏への進出の困難さを実感した民衆党は総選挙後解体し、進歩勢力が院内に進出するのは、2000年1月に結成された民主労働党の発足を待たねばならなかった。

## 綱領
- 民衆が主役となる民主政府の樹立
- 北東アジアとアジアの平和保障体制の構築に向けた国際協議機構創出、第3世界発展途上国と協力し非同盟運動の積極的に参加して他の平和愛好勢力や進歩勢力との連携強化
- 民衆の解放された人生を実装する民族共同体の形成、民衆が主導的に参加する統一運動活性化、南北間の軍縮と不可侵宣言と平和協定締結、連邦制方式の統一国家実現。
- 計画的市場経済体制の確立、主要基幹産業∙金融機関や天然資源の国有化、農地ではない一定規模以上の土地の国有化や国有土地賃借制
- 資本関係の束縛から逃れ自由で解放された人間的労働世界創造
- 民衆によって展開される文化活動や文化運動の奨励∙支援
- 民衆主体民主主義実現に向け教育を通じた民衆の意識と実践力向上、教師∙学生∙保護者が教育活動に参加する学園自治

出典：민중당 정당등록 내용【강령】（民衆党政党登録内容【綱領】）『大韓民國政黨史　第4輯（1988.2.25～1993.2.24）』（韓国中央選挙管理委員会）185頁

## 創党當時の党役職者
- 常任代表委員：李佑宰
- 代表委員：金祥基、金洛中
- 事務総長：李在五
- 政策委員長：張琪杓
- 対外協力委員長：曺春九
- 人権委員長：朴容逸
- 労働委員長：金文洙
- 女性委員長：盧英姫

出典：東亜日報『東亞年鑑　1991』　94頁「민중당」の概要より

## 党勢推移
| 年月日        | 代           | 議席数 | 得票率 |
| ------------- | ------------ | ------ | ------ |
| 1992年3月24日 | 第14代総選挙 | 0      | 1.5％  |